# Zarzecze (gromada w powiecie zamojskim)
Zarzecze – dawna gromada, czyli najmniejsza jednostka podziału terytorialnego Polskiej Rzeczypospolitej Ludowej w latach 1954–1972.
Gromady, z gromadzkimi radami narodowymi (GRN) jako organami władzy najniższego stopnia na wsi, funkcjonowały od reformy reorganizującej administrację wiejską przeprowadzonej jesienią 1954 do momentu ich zniesienia z dniem 1 stycznia 1973, tym samym wypierając organizację gminną w latach 1954–1972.
Gromadę Zarzecze z siedzibą GRN w Zarzeczu utworzono – jako jedną z 8759 gromad na obszarze Polski – w powiecie zamojskim w woj. lubelskim na mocy uchwały nr 18 WRN w Lublinie z dnia 5 października 1954. W skład jednostki weszły obszary dotychczasowych gromad Wieprzec, Wólka Wieprzecka, Wychody i Zarzecze oraz miejscowość Wieprzec kol. z dotychczasowej gromady Hubale ze zniesionej gminy Mokre w tymże powiecie. Dla gromady ustalono 12 członków gromadzkiej rady narodowej.
29 lutego 1956 z gromady Zarzecze wyłączono kolonię Wieprzec, włączając ją do gromady Mokre w tymże powiecie.
1 stycznia 1960 gromadę zniesiono, włączając jej obszar do gromady Mokre w tymże powiecie.